# ミュージアム飛騨
ミュージアム飛騨（ミュージアムひだ、Museum HIDA）は、岐阜県高山市にある岐阜県の製品や飛騨の匠の技などを情報発信する博物館である。飛騨・世界生活文化センターの施設。
岐阜県教育委員会所管の岐阜県ミュージアムひだが2011年3月31日で閉館し、同年6月4日より「ミュージアム飛騨」としてリニューアルオープンしたもの。岐阜県の指定管理者である飛騨コンソーシアムが管理運営を行っている。
岐阜県まちかど美術館・博物館に登録されている。

## 館内
地下1階
- 日本の美 飛騨デザインフロアー

飛騨デザインの体感、新進作品の展示、岐阜県の産品のコラボレーション展示。
1階（常設展示室）
- 技の歴史フロアー

飛騨の匠の技と歴史の展示、朱雀門の模型の展示。

## 概要
開館時間
- 10時00分～18時00分

休館日
- 火曜日（祝日の場合はその翌日）、年末年始

入館料
高校生以上 500円（400円）、小・中学生 200円（150円）、未就学児童 無料
※括弧内は団体割引料金

## アクセス
- バス 高山濃飛バスセンターから「世界生活文化センター」行きに乗車。「世界生活文化センター」下車。